# Luis Guzmán (football, 1918)
Pour les articles homonymes, voir Luis Guzmán.
Luis « Caricho » Guzmán, né à Lima le 2 septembre 1918 et mort le 17 janvier 1989, est un footballeur péruvien qui évoluait au poste de milieu de terrain.

## Biographie

### Carrière en club
Surnommé "Caricho" Guzmán, il est appelé à succéder à Alejandro Villanueva, idole de l'Alianza Lima, mais n'arrive pas à se faire une place dans ce club. Grâce à l'intervention de Juan Bromley, dirigeant du Deportivo Municipal, il est transféré dans ce dernier club en 1937 et y évolue durant 11 saisons. Il rafle trois titres de champion du Pérou en 1938, 1940 et 1943. Le trio formé avec ses partenaires de club, Máximo Mosquera et Roberto Drago appelé en espagnol Los Tres Gatitos (« les trois chatons ») a marqué les esprits au Pérou dans les années 1940.
En 1949 il part à l'étranger, au Chili (Universidad de Chile) puis en Colombie (Independiente Medellín). Il revient au Pérou en 1951 et signe à l'Alianza Lima pour deux ans après un transfert mouvementé.

### Carrière en équipe nationale
Auteur de quatre buts en 13 sélections avec l'équipe du Pérou, "Caricho" Guzmán participe aux championnats sud-américains de 1942 (Uruguay) et 1947 (Équateur).

#### Buts en sélection
| Buts en sélection de Luis Guzmán | Buts en sélection de Luis Guzmán | Buts en sélection de Luis Guzmán             | Buts en sélection de Luis Guzmán | Buts en sélection de Luis Guzmán | Buts en sélection de Luis Guzmán | Buts en sélection de Luis Guzmán |
|                                  | Date                             | Lieu                                         | Adversaire                       | Score                            | Résultat                         | Compétition                      |
| -------------------------------- | -------------------------------- | -------------------------------------------- | -------------------------------- | -------------------------------- | -------------------------------- | -------------------------------- |
| 1.                               | 28 janvier 1942                  | Estadio Centenario, Montevideo (Uruguay)     | Équateur                         | 2-1                              | 2-1                              | Champ. sud-am. 1942              |
| 2.                               | 23 décembre 1947                 | Estadio George Capwell, Guayaquil (Équateur) | Colombie                         | 2-1                              | 5-1                              | Champ. sud-am. 1947              |
| 3.                               | 23 décembre 1947                 | Estadio George Capwell, Guayaquil (Équateur) | Colombie                         | 4-1                              | 5-1                              | Champ. sud-am. 1947              |
| 4.                               | 27 décembre 1947                 | Estadio George Capwell, Guayaquil (Équateur) | Bolivie                          | 2-0                              | 2-0                              | Champ. sud-am. 1947              |

NB : Les scores sont affichés sans tenir compte du sens conventionnel en cas de match à l'extérieur (Pérou-Adversaire).

## Palmarès

### Palmarès de joueur
| Deportivo Municipal - Championnat du Pérou (3) : - Champion : 1938, 1940 et 1943. - Vice-champion : 1941, 1942, 1944, 1945 et 1947. |  | Alianza Lima - Championnat du Pérou (1) : - Champion : 1952. - Vice-champion : 1934. |

### Palmarès d'entraîneur
Alianza Lima
- Championnat du Pérou (1) :
  - Champion : 1952[6].